# Alpina (biltillverkare)
Alpina är ett tyskt företag som specialtillverkar  bilar baserade på BMW-modeller. Alpina var ett eget bilmärke fram till mars 2022 när BMW köpte upp företaget.

## Bildgalleri

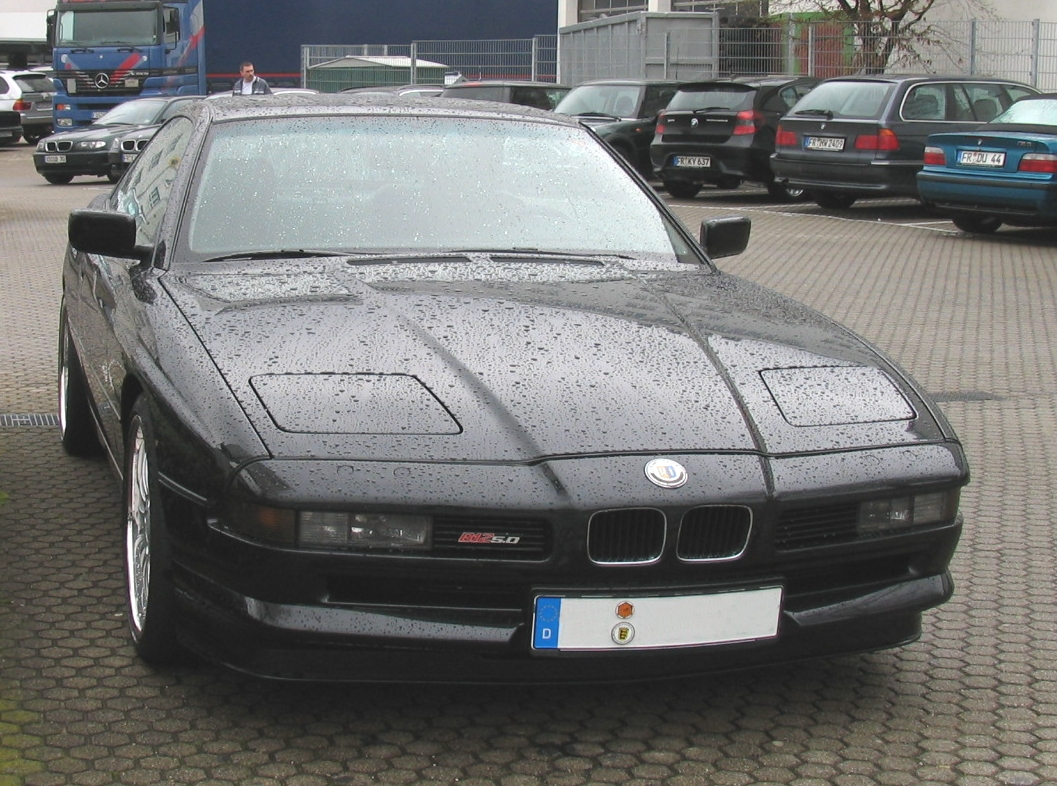
Alpina B12
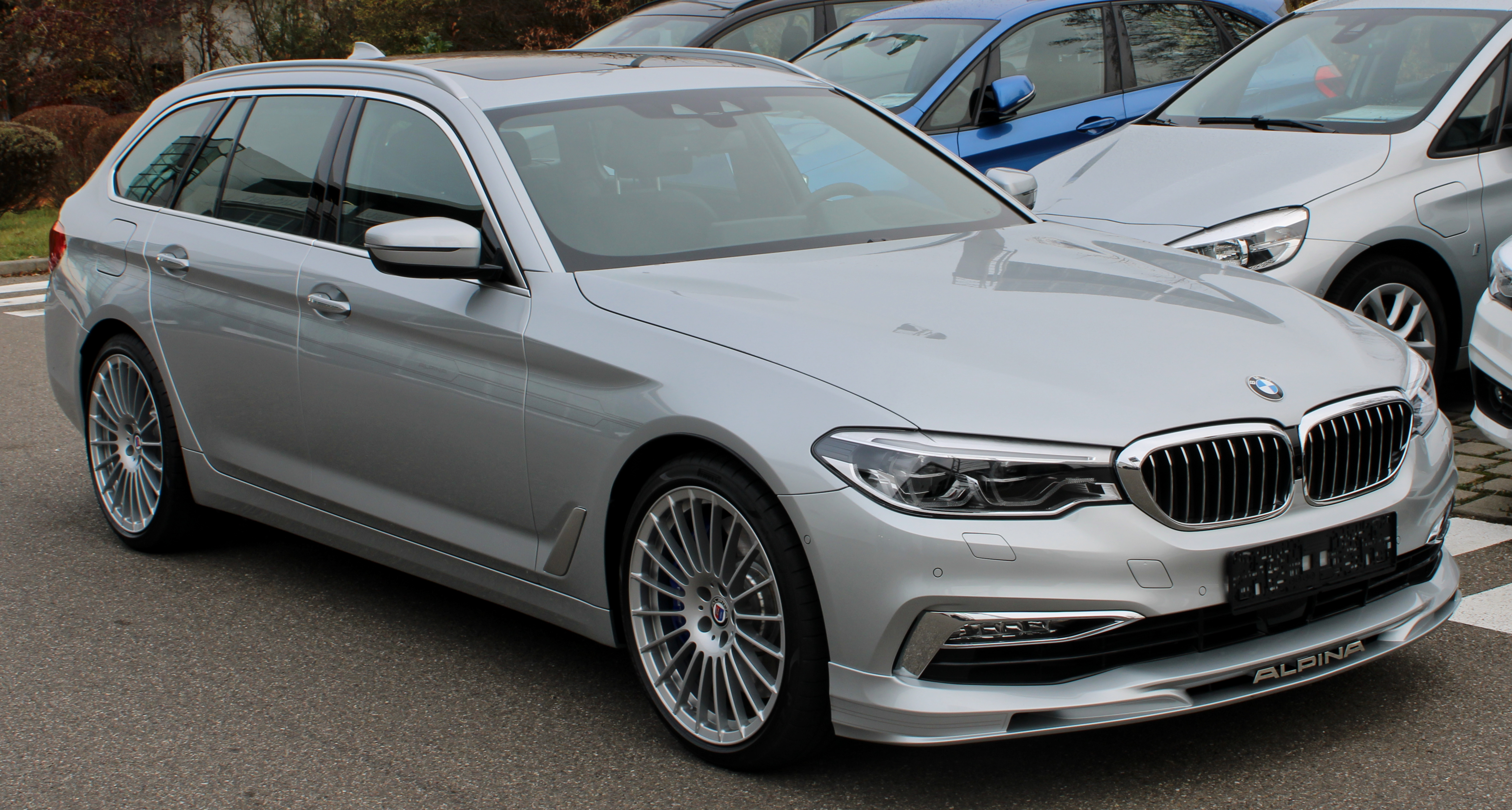
2017 Alpina B5 Biturbo Touring
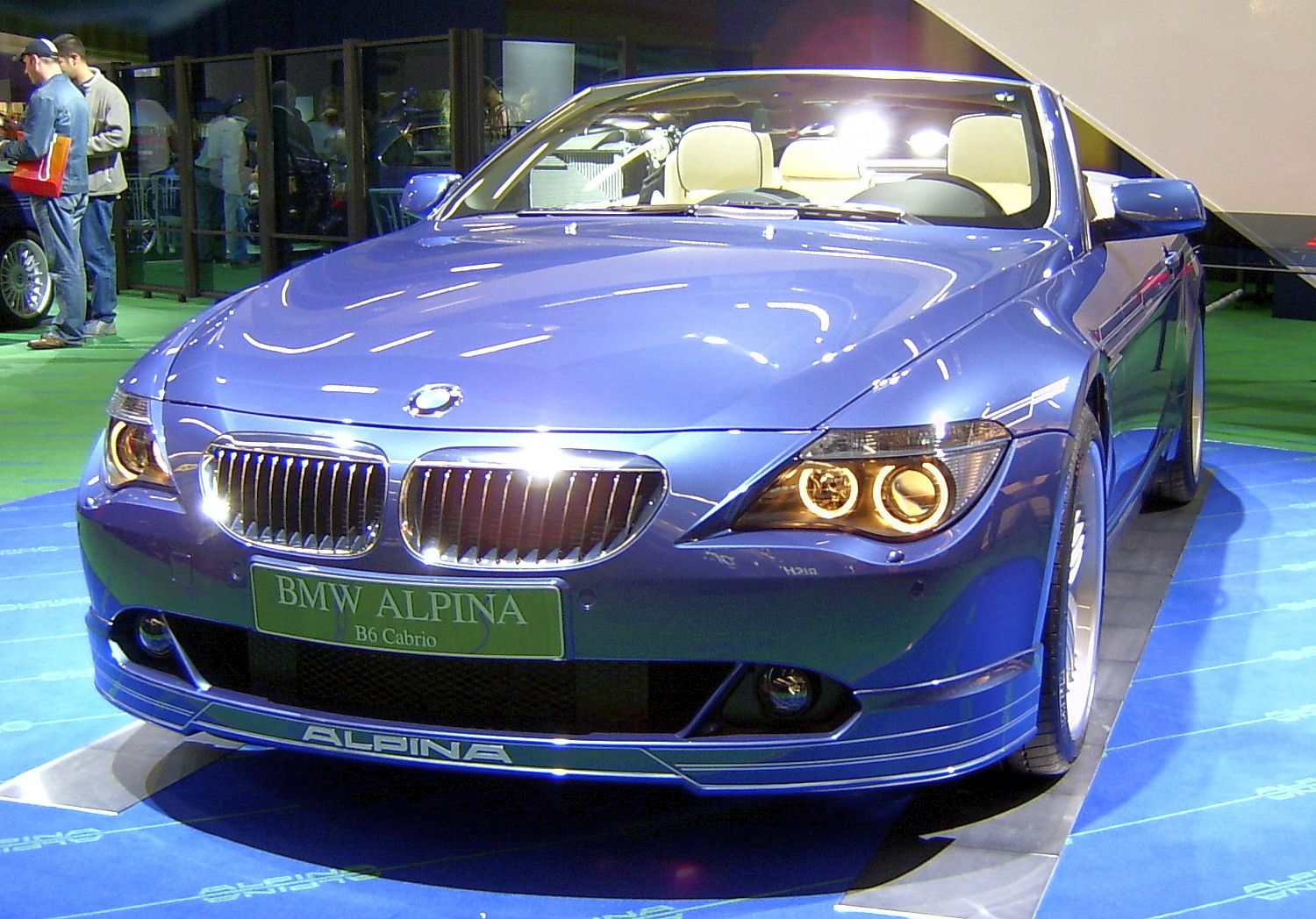
Alpina B6
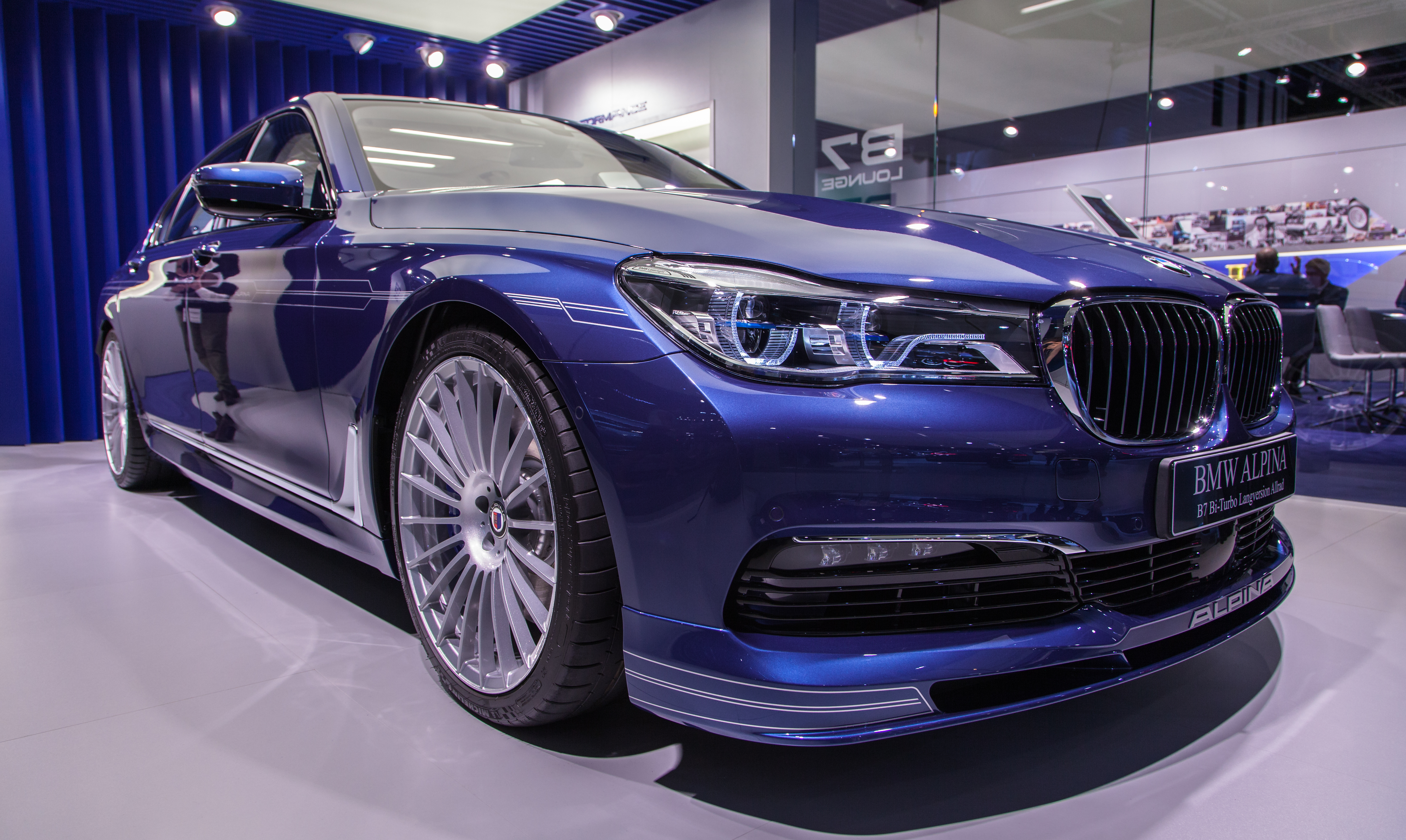
2017 Alpina B7
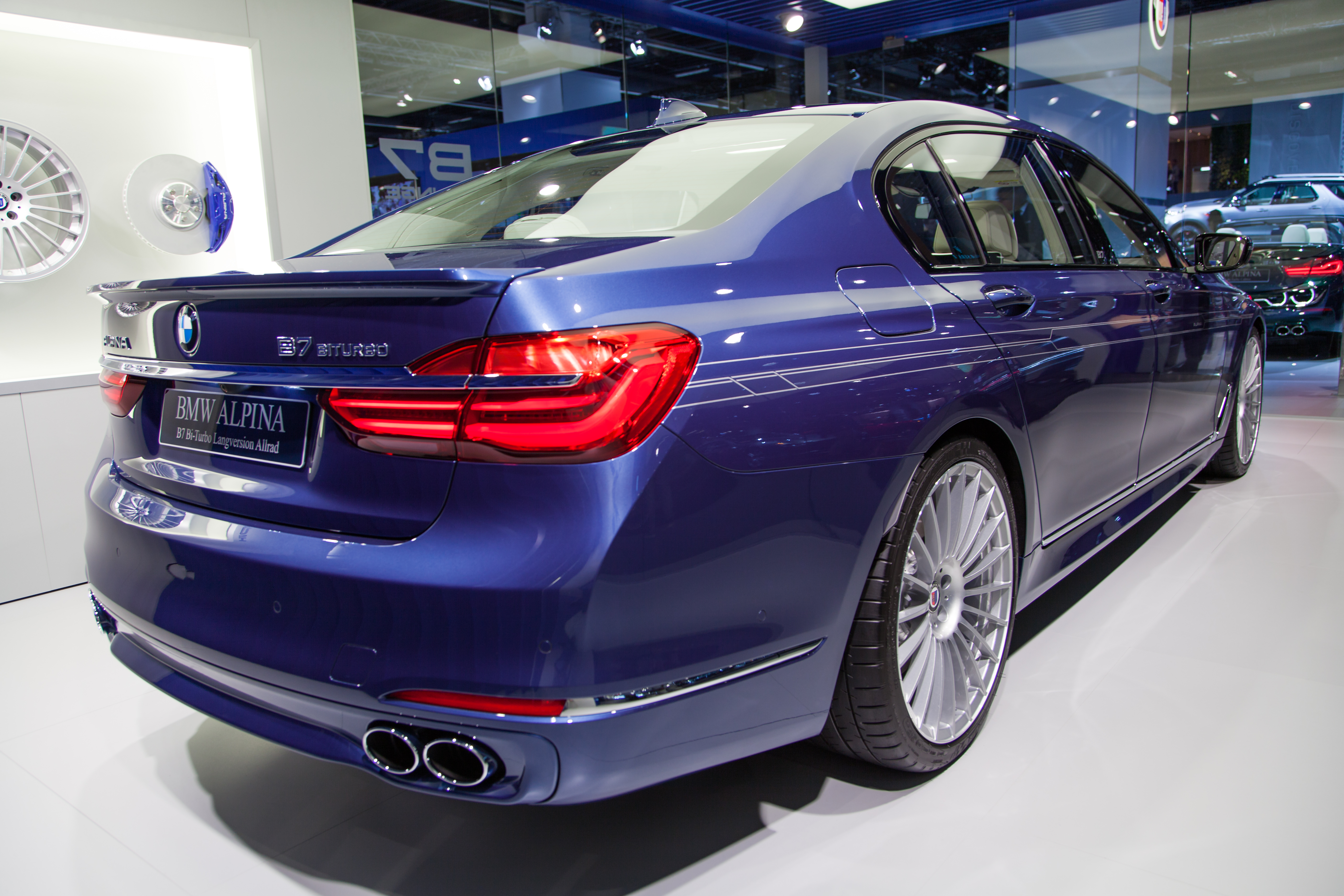
2017 Alpina B7

### Andraspecialtillverkare
Andra specialtillverkare av liknande bilmodeller:
- AC Schnitzer
- BMW M
- Hamann
- Hartge
- Koenig Specials